# Widze (gmina)
Widze (pocz. Widzy) – dawna gmina wiejska istniejąca do 1945 roku na obszarze Ziemi Wileńskiej/woj. wileńskiego (obecnie na Białorusi). Siedzibą gminy było miasteczko Widze (856 mieszkańców w 1921 roku).
Początkowo gmina należała do powiatu jezioroskiego w guberni kowieńskiej. 31 października 1919 gminę włączono do utworzonego pod Zarządem Cywilnym Ziem Wschodnich nowego powiatu brasławskiego, który wszedł w skład okręgu wileńskiego. 20 grudnia 1920 gmina weszła w skład tymczasowego okręgu nowogródzkiego, a 19 lutego 1921 została włączona do nowo utworzonego woj. nowogródzkiego. Od 13 kwietnia 1922 gmina Widze należała do objętej władzą polską Ziemi Wileńskiej, przekształconej 20 stycznia 1926 roku w województwo wileńskie.
Po wojnie obszar gminy Widze wszedł w struktury administracyjne Związku Radzieckiego.

## Demografia
Według Powszechnego Spisu Ludności z 1921 roku gminę zamieszkiwało 9.313 osób, 7.721 było wyznania rzymskokatolickiego, 105 prawosławnego, 9 ewangelickiego, 1119 staroobrzędowego, 318 mojżeszowego a 41 mahometańskiego. Jednocześnie 8.585 mieszkańców zadeklarowało polską przynależność narodową, 240 białoruska, 6 niemiecką, 184 żydowską, 197 litewską, 91 rosyjska, 6 estońska, 3 czeską i 1 fińską. Było tu 1.727 budynków mieszkalnych.